# Luci Domici Ahenobarb (cònsol 54 aC)
Luci Domici Ahenobarb (en llatí Lucius Domitius Cn. F. Cn. N. Ahenobarbus) va ser un magistrat romà. Formava part de la família dels Ahenobarbs, una branca d'origen plebeu de la gens Domícia. Era fill de Gneu Domici Ahenobarb el Jove.
Ciceró en fa referència l'any 70 aC com a testimoni contra Verres. L'any 61 aC va ser elegit edil curul i va organitzar uns jocs on es van exhibir centenars de lleons. Els jocs van durar tant de temps que la gent va marxar abans d'acabar per menjar i beure, i després van tornar. Va ser la primera vegada que això va passar. Segons Horaci, d'aquesta pausa en els jocs se'n deia diludium.
Es va casar amb Pòrcia la germana de Marc Cató. Les opinions polítiques de Domici Ahenobarb coincidien amb les de Cató. Va ser un dels principals suports del partit aristocràtic i es va oposar a la coalició de Cèsar i Pompeu. L'any 59 aC va ser acusat per Veti per ordre de Cèsar de ser instigador d'una conspiració per assassinar Pompeu, però l'acusació no va prosperar. L'any 58 aC va ser nomenat pretor i va obrir una investigació sobre la validesa de les lleis de l'any anterior però el Senat va rebutjar les seves proposicions.
L'any 55 aC va ser candidat a cònsol i com havia fet durant la seva època de pretor, va combatre a Cèsar i va mirar de prendre-li la seva província, però Pompeu i Cras que es van presentar també per candidats li van fer front i el van expulsar del Camp de Mart per la força de les armes el dia de les eleccions. Va tornar a ser candidat l'any 54 aC i ja no va tenir oposició de Cèsar i Pompeu que havien consolidat el seu poder. Va ser elegit amb Api Claudi Pulcre, parent de Pompeu, però ja res va poder fer contra Cèsar ni Pompeu. No va rebre cap província en acabar el consolat i es va aliar amb Pompeu, ara enfrontat a Cèsar.
Pompeu el va fer elegir el 52 aC com a qüestor i en aquest càrrec com a president del tribunal que jutjà a Clodi. L'any 50 aC va ser candidat a un lloc al col·legi d'àugurs vacant per mort d'Hortensi, però Antoni, que tenia el suport de Cèsar, el va derrotar.
El Senat li va donar la província de la Gàl·lia com a successor de Cèsar. Quan aquest va marxar a Itàlia l'any 49 aC va ser l'únic líder aristocràtic amb coratge, i va anar a Corfinium amb 20 cohorts, esperant rebre el suport de Pompeu, però aquest no el va ajudar i va ser obligat per les seves pròpies tropes a rendir-se a Cèsar mentre els seus soldats es van unir a l'exèrcit de Juli.
Cèsar li va perdonar la vida i això el va humiliar, i va demanar al seu metge que l'enverinés però aquest no va complir l'ordre i només el va intoxicar. Va continuar oposant-se a Cèsar però la manca de suport de Pompeu l'havia ofès i no va voler unir-se a ell de forma immediata. Durant un temps es va retirar a Cosa a Etrúria, i després en vaixell va anar a Massília on els habitants el van nomenar governador i va lluitar contra Cèsar fins que la ciutat va ser ocupada. Ahenobarb es va poder escapar en una nau, l'única que va poder sortir de la ciutat.
Ahenobarb es va reunir amb Pompeu a Tessàlia i va proposar que després de la guerra, els senadors que no hagueren estat contra Cèsar haurien de ser jutjats. Va morir durant la batalla de Farsàlia l'any 48 aC on dirigia l'ala esquerra dels pompeians, i segons l'afirmació de Ciceró a mans de Marc Antoni. També diu que Ahenobarb era un home de gran energia de caràcter que es va mantenir ferm als seus principis polítics, però va ser poc escrupolós en els mitjans que va utilitzar per mantenir-los.